# Kaluga
Kaluga (în rusă Калуга) este un oraș din Regiunea Kaluga, Federația Rusă și are o populație de 334.751 locuitori. Orașul Kaluga este centrul administrativ al Regiunii Kaluga. 